# Latil TARH2
Le Latil TARH2 (ou FTARH) est un tracteur d'artillerie et de dépannage fabriqué par Latil pour l'Armée française. Dérivé du Latil TAR de 1915, il est conçu en 1932 et entre en service en 1934. Environ 570 sont livrés jusqu'à la défaite française de 1940 et seront ensuite utilisés par la Wehrmacht, pour laquelle environ trois centaines de TARH2 seront produites.

## Historique
Le TARH2 est conçu à partir du TAR 5, ultime version du TAR de la Première Guerre mondiale, sortie en 1930. Le châssis est allégé mais le principal changement est le remplacement des roues à bandages par des roues à pneumatiques. Un premier prototype est conçu en 1932, le TARH1 doté du moteur B5 du TAR 5. Fin 1933, le prototype est modifié en usine avec un nouveau moteur F, dérivé du B5, et prend le nom de TARH2 (identification militaire) ou FTARH (identification constructeur). Le H de TARH fait référence au premier tracteur lourd Latil, le Latil TH.

## Caractéristiques

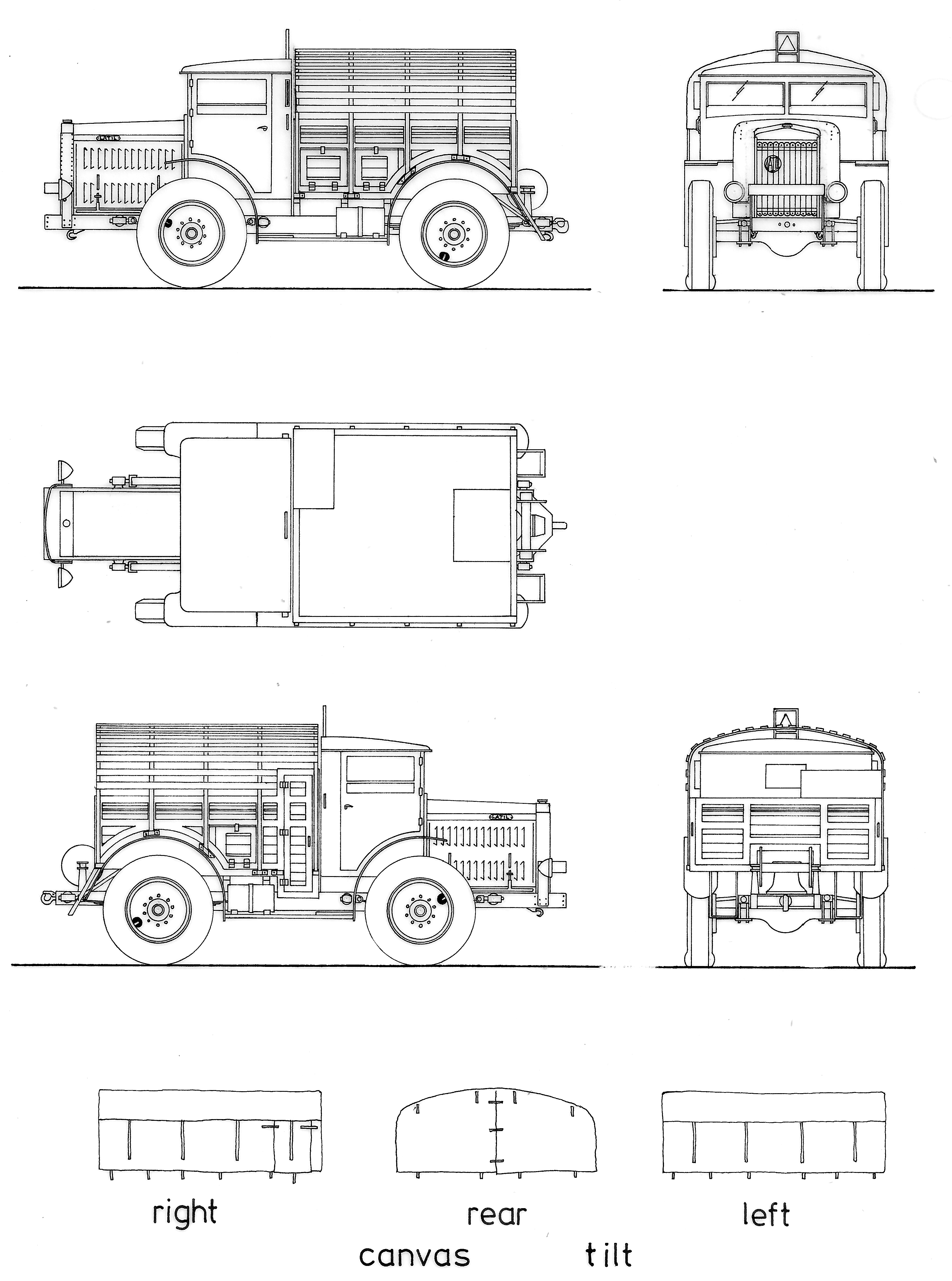
Plan du Latil TARH2.

Le moteur F est un dérivé du B5 du TAR5. Il s'agit d'un moteur à 4 cylindres de 110 par 160 mm, soit un cylindrée de 6 082 cm3. Il développe 68 ch à 1 750 tr/min. Doté de 5 vitesses avant et une arrière, le TARH2 peut atteindre 30 km/h.
D'un poids à vide de 6,5 t, le TARH2 a une charge utile de 3 t,.

## Service
Commandé par l'Armée française à partir de 1934, le TARH2 est destiné à la traction des pièces de l'artillerie lourde à tracteurs (canons de 155 GPF) et de la défense anti-aérienne (canon de 75 modèle 1932). Bien qu'améliorées par rapport au TAR, les capacités tout-terrain du TARH2 restent trop limitées et ils doivent être remplacés par des Laffly S35 T (de). Les commandes sont poursuivies après le début de la guerre mais uniquement pour le dépannage dans les unités motorisées et la traction des quelques canons antiaériens de 90 mm modèle 1939 Schneider (en). L'Armée considère également la modernisation des anciens TAR toujours en service en les transformant en TARH2, tout en conservant les pièces communes aux deux modèles : un seul exemplaire est transformé, en avril 1940.
Une trentaine de TARH à moteur B5 (modèle TARH1) est produite pour le marché civil entre 1934 et 1939 (en plus du prototype de 1932). En plus des quelques exemplaires de série sortis entre 1934 et 1936, environ 500 à 550 TARH2 sont produits de 1937 jusqu'à l'armistice du 22 juin 1940. De nombreux TARH2 sont capturés et réutilisés par la Wehrmacht sous le nom de Latil Schwerer Radschlepper (f). La production est relancée sous la tutelle de Saurer et environ 320 nouveaux TARH2 sont produits jusqu'en 1944. En 1942, les Allemands demandent même la livraison d'un dérivé du TARH doté de grandes roues en concurrence avec le Radschlepper Ost (en) de Porsche-Skoda. Seul un petit nombre est produit.
Trois exemplaires existent encore aujourd'hui : l'un au Musée militaire Park France, l'un au musée « France 40 » de Fismes et le dernier dans une collection privée.